# Maradihalli, Kadur
Maradihalli là một làng thuộc tehsil Kadur, huyện Chikmagalur, bang Karnataka, Ấn Độ.